# صيكميات
الصيكميات (الاسم العلمي: Rostellariidae)، فصيلة حلزونات بحرية، من الرخويات بطنيات القدم البحرية تتبع الفرع الحيوي ونكيات الشكل.